# Tien ven
A Tien ven (Tian wen), vagy magyarul: Égi kérdések Csü Jüan (Qu Yuan) talán legérdekesebb és filológiailag rendkívül nehezen megközelíthető műve. A mű egész terjedelmében kozmogóniai és mitológiai kérdéseket tartalmaz, amelyekre azonban egyetlen esetben sem születik válasz. A kérdések számtalan mítoszt érintenek, legnagyobb részük a legendás Hszia (Xia)-dinasztia mitikus alakjaira és eseményeire vonatkozik. Azonban ezek közül jó néhány ma már megfejthetetlen, mert az adott mítoszok vagy elvesztek, vagy egyetlen forrásuk épp ez a mű. Az Égi kérdések bizonyos szempontból az ősi kínai mitológia egyetlen hatalmas utalás-gyűjteménye. A Csu (Chu) elégiái című gyűjteményben maradt fenn.
1 564 írásjegy terjedelmű.

## Külső hivatkozás
- A Tian wen teljes szövege kínaiul, angol szószedettel – Chinese Text Project
- Az eredeti szöveg kommentárral – Chinese Text Project
- Az eredeti szöveg kínai magyarázatokkal és modern kínai fordításban
- Az eredeti szöveg kínai magyarázatokkal és modern kínai fordításban
- Az eredeti szöveg, modern kínai fordítás és tanulmány
- Tanulmány kínaiul
- Az eredeti szöveg Wang Yi kommentárjával – Chinese Text Project
- Az eredeti szöveg Zhu Xi kommentárjával – Chinese Text Project
- Az eredeti szöveg Hong Xingzu kommentárjával – Chinese Text Project